# 花屋敷ゴルフ倶楽部
花屋敷ゴルフ倶楽部(はなやしきごるふくらぶ)は、兵庫県三木市にあるゴルフ場。

## 住所
- ひろのコース
  - 〒673-1111 兵庫県三木市吉川町上荒川字松ヶ浦713-1

- よかわコース
  - 〒673-1113 兵庫県三木市吉川町福井字小西谷534-1

## アクセス

### 車の場合
- 中国自動車道/吉川ICより4km

### 電車の場合
- 利用路線	JR宝塚線・三田駅/新三田駅下車
  - クラブバス	新三田駅から約15分
  - タクシー	三田駅から約25分 約4500円/新三田駅から約20分 約3500円

## トーナメント開催情報
- スタジオアリス女子オープン